# Lin Van Hek
Lin Van Hek (ur. 4 października 1944 w Melbourne) – australijska piosenkarka i autorka tekstów.
Autorka tekstów muzycznych, pisarka, poetka, malarka i członkini niszowej grupy muzycznej Difficult Women założonej w Melbourne w 1992 roku. Jej największym osiągnięciem był udział w nagraniu ścieżki dźwiękowej do kultowego filmu Terminator z 1984 roku (utwór Intimacy).

### Powieści
- The Hanging Girl (Misfit Books, 1988)
- The Ballad of Siddy Church (Spinifex, 1997)
- Katherine Mansfield's Black Paper Fan (Difficult Women, 2010)

### Zbiory opowiadań
- The Slain Lamb Stories (Independent, 1979)
- Anna's Box : selected short stories (Difficult Women, 2006)

### Opowiadania i antologie
- Cat Tales: The Meaning of Cats in Women’s Lives (Spinifex Press, 2003)
- Horse Dreams: The Meaning of Horses in Women’s Lives (Spinifex Press, 2004)